# Gyeongbokgung
Het paleiscomplex Gyeongbokgung bevindt zich in het noordelijk deel van Seoel. Het was het belangrijkste en grootste paleis uit de Joseondynastie.

## Geschiedenis
Het paleis werd ontworpen door minister Jeong Do-jeon in 1394 in opdracht van koning Taejo van Joseon, de eerste monarch van de Joseondynastie. Ten tijde van het bewind van de Koning Taejong en Sejong de Grote werd het voortdurend aan de uitbreiding van het paleis gewerkt. Tijdens de Japanse invasies van Korea werd het paleis echter platgebrand. De paleismuren bleven echter grotendeels overeind staan.
Pas in 1867, tijdens de regering van Heungseon Daewongun werd met de restauratie van het paleis aangevangen. De gebouwen werden opnieuw opgetrokken en vormden samen een enorm complex van 330 gebouwen met een totaal van 5792 kamers. Het koninklijke paleis stond op een gebied van 410.000 m² grond en moest het symbool staan voor het majestueuze Koreaanse volk. In 1895, na de moord op keizerin Myeongseong door Japanse agenten, verliet haar man, keizer Gojong van Korea, het paleis en keerde er nooit meer naar terug.
In 1911 werd door de Japanse bezetters bijna het gehele complex vernietigd, slechts tien gebouwen bleven gespaard. Op het terrein van de Gyeongbokgung kwam het hoofdkwartier van de Japanse resident-generaal van Korea tijdens de koloniale tijd. Dit gebouw werd in 1996 gesloopt om het oude paleiscomplex weer deels te herstellen.
Aan het eind van de Tweede Wereldoorlog stonden nog enkele belangrijke gebouwen overeind, waaronder Geunjeongjoen, de keizerlijke troonzaal, en het Gyeonhoerupaviljoen, wat zich bevindt in een kunstmatig lotusmeer en rust op 48 granieten pilaren.
Door archeologisch onderzoek zijn de fundamenten gevonden van veel van de gebouwen, maar doordat er geen foto's zijn van de oude situatie is het ontwerp van de gebouwen niet exact te bepalen. Heden paleis is grotendeels gerestaureerd en open voor het publiek.

## Fotogalerij

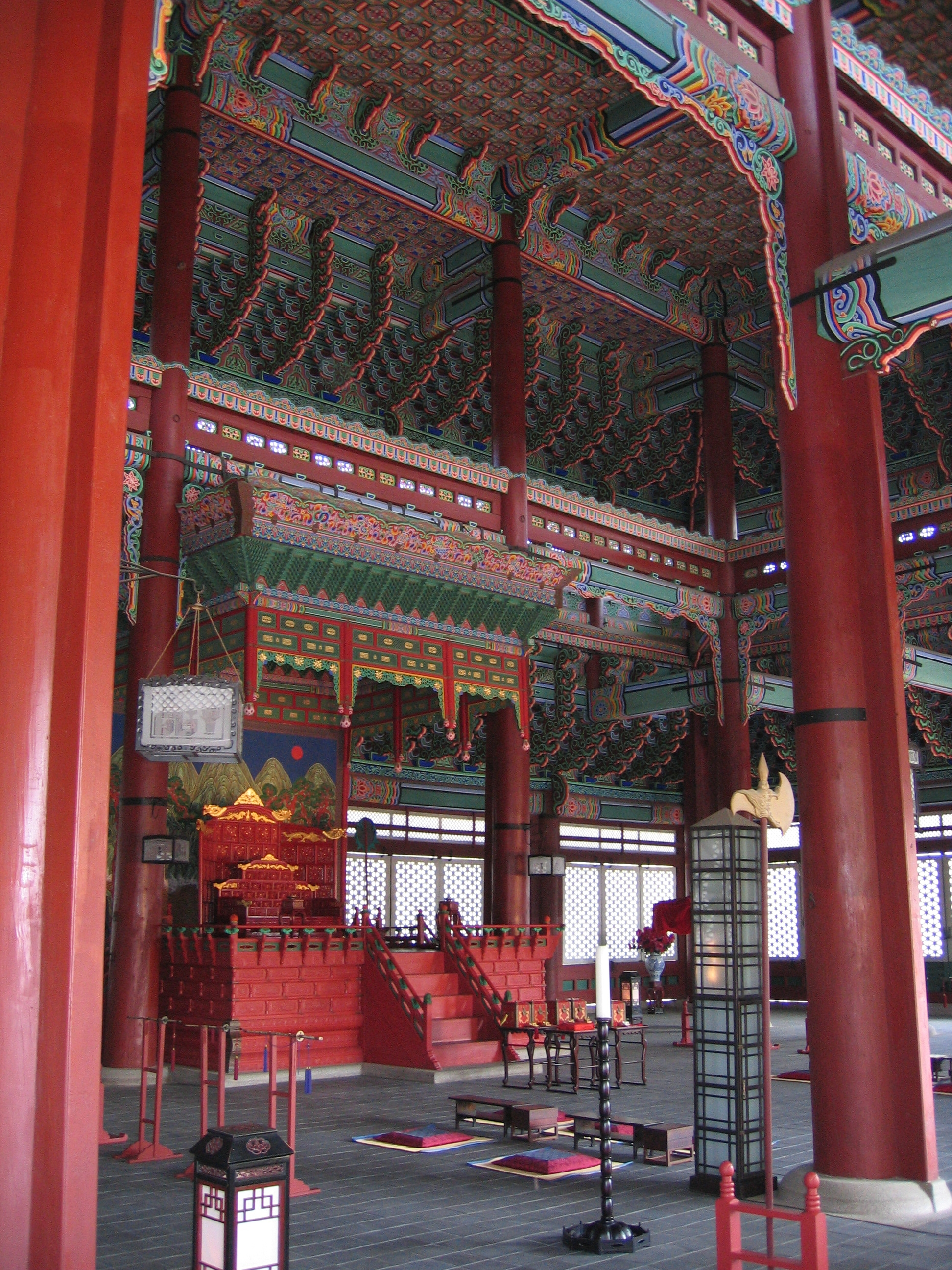
Geunjeongjeon
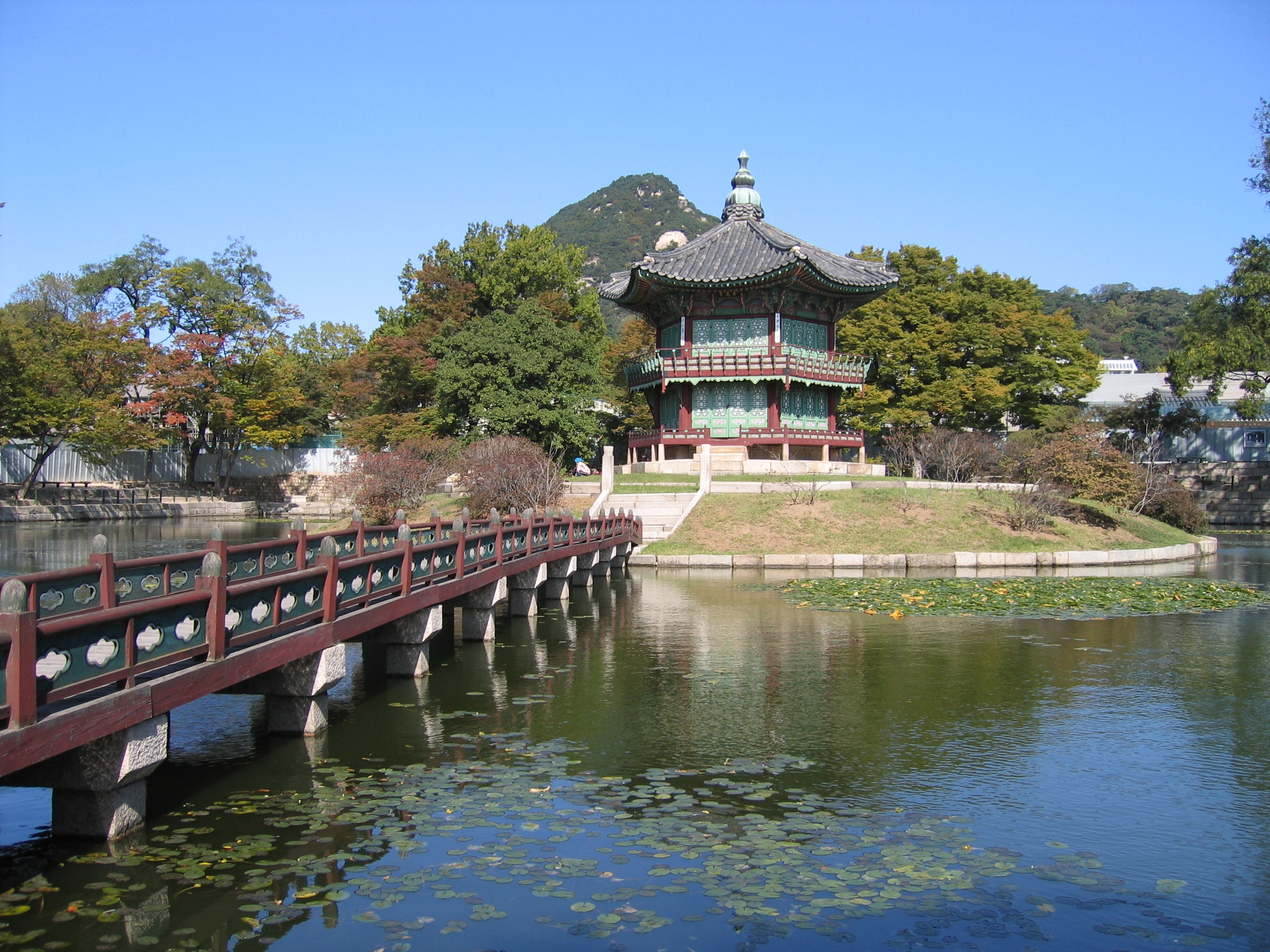
Hyangwonjeong
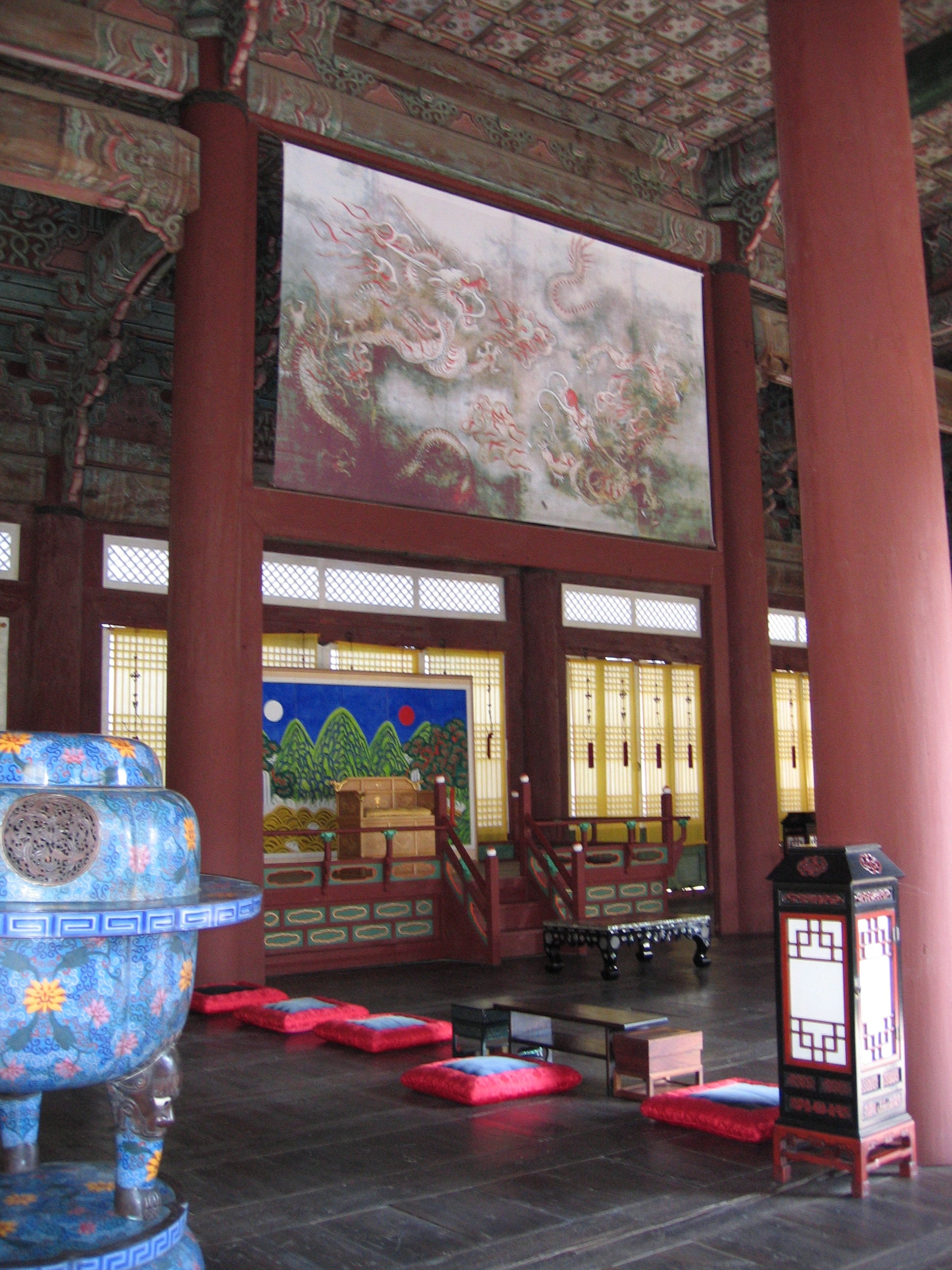
Gangnyeongjeon
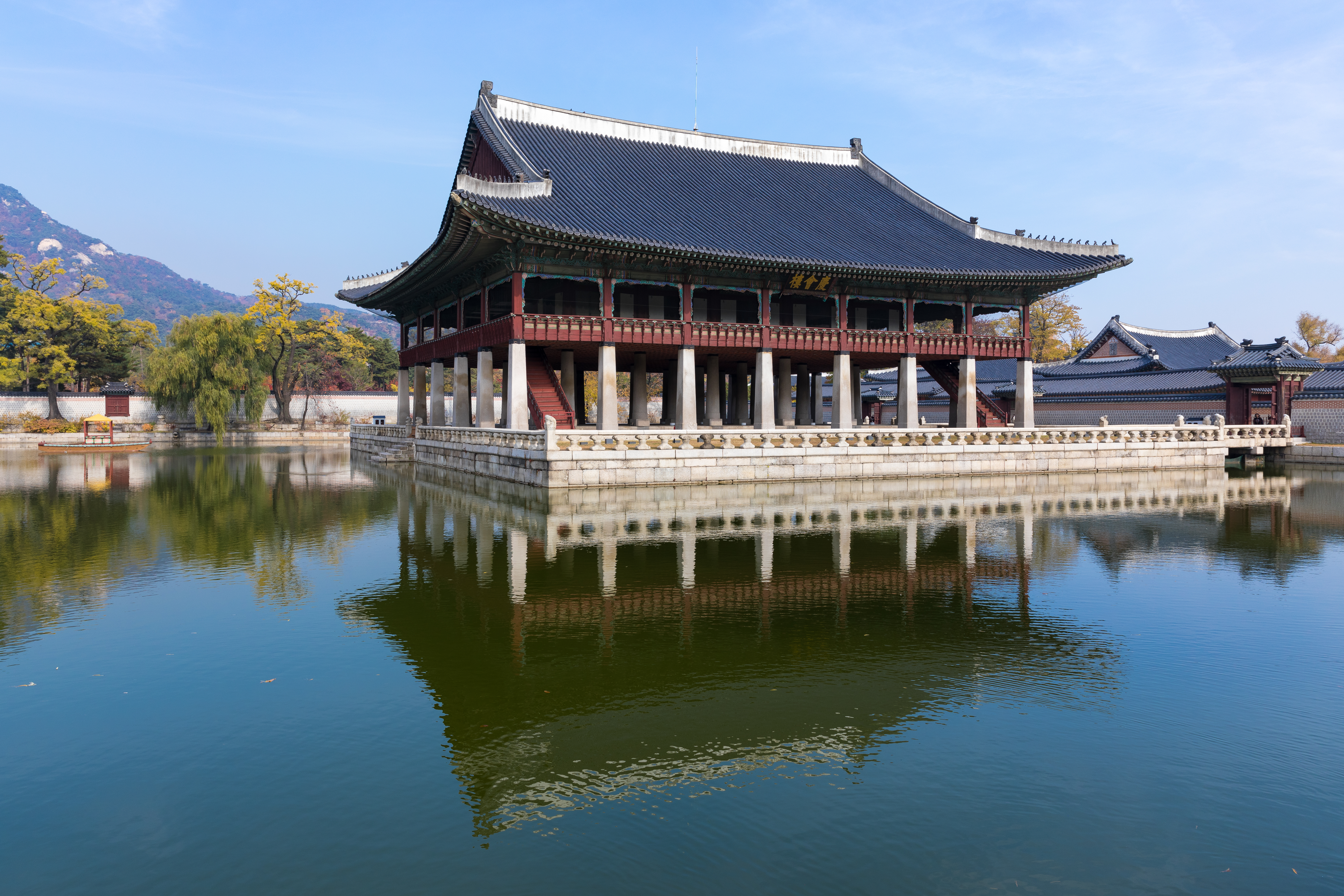
Gyeonghoeru